# William M. Treloar
William Mitchellson Treloar (ur. 21 września 1850 w Linden, zm. 3 lipca 1935 w Saint Louis) – amerykański polityk, członek Partii Republikańskiej.

## Działalność polityczna
W okresie od 4 marca 1895 do 3 marca 1897 przez jedną kadencję był przedstawicielem 9. okręgu wyborczego w stanie Missouri w Izbie Reprezentantów Stanów Zjednoczonych.